# Crypticerya clauseni
Crypticerya clauseni är en insektsart som beskrevs av Rao 1951. Crypticerya clauseni ingår i släktet Crypticerya och familjen pärlsköldlöss. Inga underarter finns listade i Catalogue of Life.